# 劇場版『鏈鋸人 蕾潔篇』
《劇場版『鏈鋸人 蕾潔篇』》，是預定2025年9月19日上映的日本動畫電影，改編自藤本樹創作的漫畫《鏈鋸人》，劇情銜接電視動畫第一季。

## 登場角色
| 角色               | 配音員     |
| 主要角色           | 主要角色   |
| ------------------ | ---------- |
| 淀治               | 戶谷菊之介 |
| 蕾潔               | 上田麗奈   |
| 公安警察           |            |
| 對魔特異4課        |            |
| 真紀真             | 楠木燈     |
| 早川秋             | 坂田將吾   |
| 帕瓦               | 菲魯茲·藍  |
| 東山小紅           | 高橋花林   |
| 岸邊               | 津田健次郎 |
| 天使／天使惡魔     | 內田真禮   |
| 比姆／鯊魚魔人     | 花江夏樹   |
| 加爾加利／暴力魔人 | 內田夕夜   |
| 對魔2課            |            |
| 野茂               | 赤羽根健治 |
| 加藤               |            |
| 田邊               |            |
| 副隊長             | 高橋英則   |
| 惡魔               |            |
| 狐狸惡魔           | 甲斐田裕子 |
| 颱風惡魔           | 喜多村英梨 |
| 其他角色           |            |
| 咖啡廳老闆         |            |
| 殺手               | 乃村健次   |

## 製作人員
- 原著：藤本樹《鏈鋸人》
- 監督：𠮷原達矢
- 劇本：瀨古浩司
- 角色設計：杉山和隆
- 副監督：中園真登
- 副角色設計：山﨑爽太、駿
- 主動畫師：庄一
- 動作監督：重次創太
- 惡魔設計：松浦力、押山清高
- 衣裝設計：山本彩
- 美術監督：竹田悠介
- 色彩設計：中野尚美
- 色彩劇本：
- 3DCG：渡邊大貴、玉井真廣
- 攝影監督：伊藤哲平
- 編輯：吉武将人
- 音樂：牛尾憲輔
- 發行：(日本)東寶、(全球)哥倫比亞影業(索尼影業旗下)、(台灣)索尼影視娛樂
- 動畫製作：MAPPA

## 主題曲
主題曲IRIS OUT
演唱：米津玄師

## 發行

### 市場營銷
2023年12月17日，MAPPA在「Jump Festa 2024」宣布製作《劇場版『鏈鋸人 蕾潔篇』》，並公開其宣傳預告片。
2024年12月22日，MAPPA在「Jump Festa 2025」公開全新宣傳影片與視覺圖，並確定於2025年上映。
2025年3月23日，MAPPA在「Anime Japan 2025」宣布電影將於9月19日在日本上映，並釋出多名角色視覺圖。

## 外部連結
- 官方網站（日語）